# Ton (likovna umjetnost)
Ton se u likovnoj umjetnosti odnosi se na stupanj svjetline ili tamnoće boje (gradaciju), a može se postići dodavanjem bijele ili crne boje boji kako bi se stvorila svjetlija ili tamnija varijacija te boje. Tako se tonovi upotrebljavaju kako bi se postigao privid dubine, volumena i trodimenzionalnosti unutar umjetničkog djela.  
Korištenje različitih tonova može dodati teksturu i bogatstvo vizualnom iskustvu te stvoriti osjećaj atmosfere ili raspoloženja unutar djela. Tonovi igraju važnu ulogu u stvaranju kontrasta i naglaska unutar kompozicije te su ključni element u stvaranju likovnih efekata poput sjene, osvjetljenja i perspektive.